# 最伟大的100名英国人
最伟大的100名英国人（英語：100 Greatest Britons）是2002年英国广播公司举办的一个票选活动。
這項活動舉辦後引起了西方其他國家媒體的爭相模仿。

## 名單

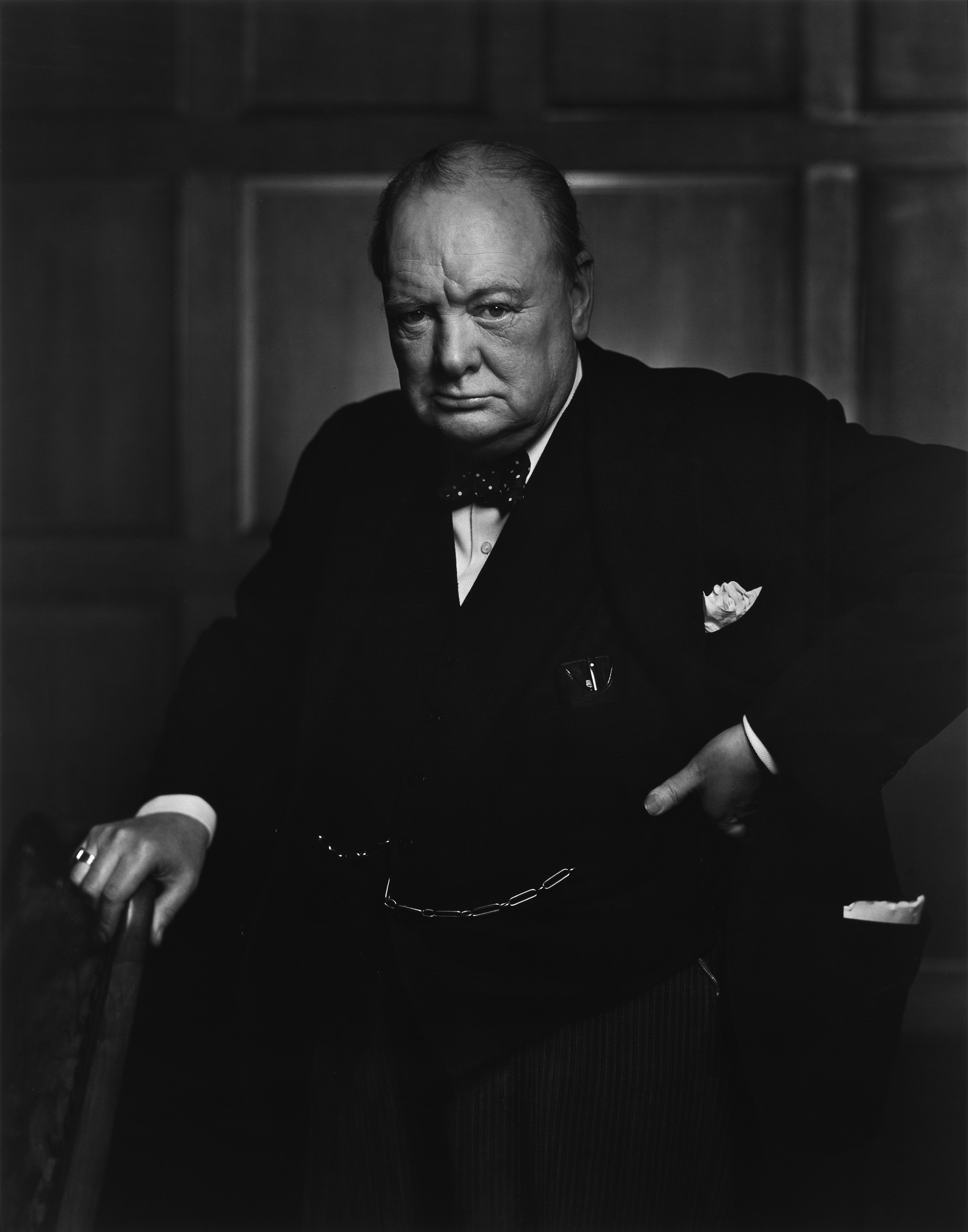
溫斯頓·邱吉爾爵士在评选中位居第一

1. 溫斯頓·丘吉爾爵士（1874年－1965年）：第二次世界大戰時的英國首相
2. 伊桑巴德·金德姆·布魯內爾（1806年－1859年）：工程師、大西部鐵路的創建者
3. 威爾士王妃戴安娜（1961年－1997年）：時任王儲查爾斯的第一任妻子（1981年－1996年）、威廉王子和哈利王子的母親
4. 查爾斯·羅伯特·達爾文（1809年－1882年）：自然學家、自然選擇與演化論的創立者、《物種起源》作者
5. 威廉·莎士比亞（1564年－1616年）：詩人、劇作家，被認為是最偉大的英語作家
6. 艾薩克·牛頓爵士（1643年－1727年）：物理學家
7. 女王伊麗莎白一世（1533年－1603年）：英女王
8. 約翰·藍儂（1940年－1980年）：歌手、披頭四樂團成員
9. 霍雷肖·納爾遜（第一代納爾遜子爵）（1758年－1805年）：海軍司令，在特拉法加海戰中擊敗法国西班牙联合舰队
10. 奧利弗·克倫威爾（1599年－1658年）：護國公
11. 歐內斯特·沙克爾頓爵士（1874年－1922年）：南極探險家
12. 詹姆斯·庫克船長（1728年－1779年）：探險家
13. 羅伯特·貝登堡（第一代貝登堡男爵）（1857年－1941年）：童子軍的創建者
14. 阿佛列大帝（849年－899年）： 威塞克斯国王反抗丹麥人入侵的領導者
15. 阿瑟·韋爾斯利（第一代威靈頓公爵）（1769年－1852年）：軍事家、政治家
16. 戴卓爾夫人（1925年－2013年）：第一位女性首相
17. 邁克爾·克勞福德（1942年－）：演員
18. 維多利亞（1819年－1901年）：英女王
19. 保羅·麥卡特尼爵士（1942年－）：歌手、披頭士樂隊成員
20. 亞歷山大·弗萊明爵士（1881年－1955年）：生物化學家、青黴素發明者、1945年諾貝爾生理學或醫學獎得主
21. 艾倫·圖林（1912年－1954年）：計算機先驅
22. 邁克爾·法拉第（1791年－1867年）：科學家
23. 歐文·格林杜爾（1359年－1416年）：威爾士親王
24. 女王伊麗莎白二世（1926年－2022年）：英女王
25. 斯蒂芬·霍金（1942年－2018年）：理論物理學家
26. 廷岱勒（1494年？－1536年）：英語《聖經》翻譯者
27. 埃米琳·潘克赫斯特（1858年－1928年）：女權推動者
28. 威廉·威爾伯福斯（1759年－1833年）：人道主義者
29. 大衛·鮑伊（1947年－2016年）：歌手
30. 蓋伊·福克斯（1570年－1606年）：革命者
31. 萊昂納多·切希爾男爵（英语：Leonard Cheshire）（1917年－1992年）：飛行員、慈善家
32. 埃里克·莫克姆（英语：Eric Morecambe）（1926年－1984年）：喜劇演員
33. 大衛·碧咸（1975年－）：足球運動員
34. 托馬斯·潘恩（1737年－1809年）：政治家、思想家
35. 鮑狄西婭（?－60年？）：古不列顛人的領袖，領導人民反抗羅馬帝國的入侵
36. 史蒂芬·雷德格雷夫爵士（1962年－）：奧運划艇選手
37. 聖托馬斯·莫爾（1478年－1535年）：英國律師、政治家、思想家、天主教聖人
38. 威廉·布萊克（1757年－1827年）：作家和畫家
39. 約翰·哈里森（1693年－1776年）：鐘錶的發明者
40. 亨利八世（1491年－1547年）：都鐸王朝的第二位國王
41. 查爾斯·狄更斯（1812年－1870年）：作家
42. 弗蘭克·惠特爾爵士（1907年－1996年）：噴氣式發動機的發明者
43. 約翰·皮爾（1939年－2004年）：廣播人員
44. 約翰·羅傑·貝爾德（1888年－1946年）：電視機發明者
45. 安奈林·贝文（1897年－1960年）：政治家
46. 喬治男孩（1961年－）：音樂家、文化俱樂部成員
47. 道格拉斯·柏德爵士（英语：Douglas Bader）（1910年－1982年）：飛行員及慈善家
48. 威廉·華萊士爵士（1270年？－1305年）：蘇格蘭民族英雄
49. 法蘭西斯·德瑞克爵士（1540年？－1595年）：著名的海盜，領導英國海軍擊敗西班牙無敵艦隊的指揮官之一
50. 約翰·衛斯理（1703年－1791年）：衛理公會領袖
51. 亞瑟王：傳說中的凱爾特人的國王
52. 弗羅倫斯·南丁格爾（1820年－1910年）：護士與慈善事業推動者
53. 托馬斯·愛德華·勞倫斯（1888年－1935年，即“阿拉伯的勞倫斯”）：第一次世界大戰中的英國情報人員和軍人
54. 羅伯特·斯科特（1868年－1912年）：極地探險家，在到達南極點的探險中犧牲
55. 以諾·鮑威爾（1912年－1998年）：政治家
56. 克里夫·李察爵士（1940年－）：音樂家
57. 亞歷山大·格拉漢姆·貝爾（1847年－1922年）：電話機發明者
58. 佛萊迪·摩克瑞（1946年－1991年）：音樂家、皇后樂隊成員
59. 朱莉·安德魯斯女爵士（1935年－）：女演員、歌手
60. 愛德華·埃爾加爵士（1857年－1934年）：作曲家
61. 伊麗莎白王太后（1900年－2002年）
62. 喬治·哈里森（1943年－2001年）：披頭士樂隊成員
63. 大衛·愛登堡爵士（1926年－）：科學家、英國廣播公司電視節目主持及製作人
64. 詹姆斯·康諾利（1868年－1916年）：愛爾蘭革命家
65. 喬治·斯蒂芬森（1781年－1848年）：鐵路之父
66. 查理·卓別林爵士（1889年－1977年）：喜劇演員
67. 托尼·布萊爾（1953年－）：聯合王國首相（1997-2007）
68. 威廉·卡克斯顿（1420年？－1492年？）：英國最早的出版家
69. （1941年－1993年）：足球員
70. 簡·奧斯丁（1775年－1817年）：女作家
71. 卜維廉（1829年－1912年）：救世軍創辦人
72. 亨利五世（1387年－1422年）：英格蘭國王，在百年戰爭中大勝法軍
73. 阿萊斯特·克勞利（1875年－1947年）：神秘主義者
74. 羅伯特一世（1274年－1329年）：蘇格蘭國王，在班諾克本戰役中保衛了蘇格蘭的獨立
75. 鮑勃·格爾多夫（1951年－）：愛爾蘭音樂家、新城之鼠（英语：The Boomtown Rats）成員
76. 無名戰士：第一次世界大戰陣亡而無法辨認的士兵
77. 羅比·威廉斯（1974年－）：歌手
78. 愛德華·詹納（1749年－1823年）：免疫學之父
79. 戴維·勞合·喬治（1863年－1945年）：首相（1916-1922）
80. 查爾斯·巴貝奇（1791年－1871年）：數學家及電腦學先鋒
81. 杰弗裡·喬叟（1340年？－1400年？）：詩人
82. 理查三世（1452年－1485年）：國王
83. 喬安·凱瑟琳·羅琳（1965年－）：哈利波特小說作者
84. 詹姆斯·瓦特（1736年－1819年）：蒸汽機開發者
85. 李察·布蘭遜爵士（1950年－）：商人及探險家，維珍集團創辦人
86. 博諾（1960年－）：愛爾蘭歌手、U2成員
87. 約翰·裡頓（1956年－）：歌手、性手槍成員
88. 伯納德·蒙哥馬利（第一代阿拉曼的蒙哥馬利子爵 )（1887年－1976年）：二次大戰將領
89. 唐納德·坎貝爾（英语：Donald Campbell）（1921年－1967年）：汽艇選手
90. 亨利二世（1133年－1189年）：國王，金雀花王朝的建立者
91. 詹姆斯·克拉克·麥克斯韋（1831年－1879年）：物理學家
92. 約翰·羅納德·魯埃爾·托爾金（1892年－1973年）：語言學家、作家，《魔戒》作者
93. 沃爾特·雷利爵士（1552年－1618年）：探險家，從美洲帶回煙草
94. 愛德華一世（1239年－1307年）：英格蘭國王
95. 巴恩斯·沃利斯（1887年－1979年）：航空科技先驅
96. 理查·波頓（1925年－1984年）：演員
97. 托尼·本恩（1925年－2014年）：政治家
98. 大衛·利文斯通（1813年－1873年）：傳教士，考察非洲內陸的探險家
99. 蒂姆·伯納斯-李爵士（1955年－）：全球資訊網的發明者
100. 瑪麗·斯特普（英语：Marie Stopes）（1880年－1958年）：計劃生育的推動者

## 類似活動
- 英国第四台举办的“最壞的100名英國人”（100 Worst Britons）。
- 德國德國電視二台電視台舉辦了名為「最伟大的德国人」（Unsere Besten）的票選。
- 加拿大廣播公司於2004年舉辦了「最偉大的加拿大人」（The Greatest Canadian）票選。
- 荷蘭KRO電台舉辦了「最偉大的荷蘭人」（De Grootste Nederlander）票選。
- 美國發現頻道於2005年5月舉辦了「最偉大的美國人」（The Greatest American）票選
- 南非廣播公司舉辦了「最偉大的南非人」（SABC3's Great South Africans）票選。
- 芬兰广播公司舉辦了「偉大的芬蘭人」(Great Finns).[1]
- 法國法国电视二台電視台舉辦了「最偉大的法國人」（Le Plus Grand Français）票選。
- 比利時電視臺曾舉辦「最偉大的比利時人」（De Grootste Belg） 票選.
- 捷克在2005年6月播出「最偉大的捷克人」（Největší Čech）。
- 100名威爾士英雄（英语：100 Welsh Heroes）是在2003-2004年進行的線民意調查的結果。
- 保加利亞的「偉大的保加利亞人」 (Великите българи)在2007年2月結束活動。
- 在西班牙，天线3於2007年5月22日選出現任國王胡安·卡洛斯一世為「歷史上最重要的西班牙人」（El Español De La Historia）第一名。[2]
- 新西蘭Prime TV（英语：Prime TV）於2005年播出了「新西蘭100大創造歷史者」（New Zealand's Top 100 History Makers）
- 希臘Skai TV（英语：Skai TV）於2009年1月播出「偉大的希臘人」 節目（Megaloi Ellines, Great Greeks）